# Ирапуато (футбольный клуб)
«Ирапуа́то» (исп. Club Irapuato) — мексиканский футбольный клуб из города Ирапуато, штата Гуанахуато. Выступает в Ассенсо МХ, втором по силе чемпионате Мексики.

## История
Команда Ирапуато была основана в 1911 году. В Высший дивизион в первый раз клуб вышел в 1954 году и покинул его только в 1972 году. Другой продвижение произошло только тринадцать лет спустя, в 1985 году. На этот раз команда оставалась Примере в течение шести лет. В сезонах 2000—2001 и 2002—2004 клуб также играл в первом дивизионе, но клуб был расформирован в связи с финансовыми проблемами. По той же самой причине они были понижены в лигу третьего уровня.